# Fußball-Club Gelsenkirchen-Schalke 04 1983-1984
Questa voce raccoglie le informazioni riguardanti il Fußball-Club Gelsenkirchen-Schalke 04 nelle competizioni ufficiali della stagione 1983-1984.

## Stagione
Nella stagione 1983-1984 il Schalke, allenato da Diethelm Ferner, concluse il campionato di 2. Bundesliga al 2º posto. In Coppa di Germania il Schalke fu eliminato in semifinale dal Bayern Monaco.

## Rosa
| N. |                      | Ruolo | Calciatore       |
| -- | -------------------- | ----- | ---------------- |
|    | Germania (bandiera)  | P     | Walter Junghans  |
|    | Rep. Ceca (bandiera) | P     | Pavel Mačák      |
|    | Germania (bandiera)  | D     | Bernard Dietz    |
|    | Germania (bandiera)  | D     | Manfred Drexler  |
|    | Germania (bandiera)  | D     | Winfried Geier   |
|    | Germania (bandiera)  | D     | Michael Jakobs   |
|    | Germania (bandiera)  | D     | Thomas Kruse     |
|    | Germania (bandiera)  | D     | Mathias Schipper |
|    | Germania (bandiera)  | D     | Peter Stichler   |
|    | Germania (bandiera)  | C     | Klaus Berge      |

| N. |                     | Ruolo | Calciatore         |
| -- | ------------------- | ----- | ------------------ |
|    | Germania (bandiera) | C     | Theo Bücker        |
|    | Germania (bandiera) | C     | Hubert Clute-Simon |
|    | Germania (bandiera) | C     | Bernd Dierßen      |
|    | Germania (bandiera) | C     | Michael Opitz      |
|    | Germania (bandiera) | A     | Hans-Joachim Abel  |
|    | Germania (bandiera) | A     | Volker Abramczik   |
|    | Germania (bandiera) | A     | Michael Skibbe     |
|    | Germania (bandiera) | A     | Klaus Täuber       |
|    | Germania (bandiera) | A     | Olaf Thon          |

## Organigramma societario
Area tecnica
- Allenatore: Diethelm Ferner
- Allenatore in seconda:
- Preparatore dei portieri:
- Preparatori atletici:

## Calciomercato

### Sessione estiva
| Acquisti | Acquisti       | Acquisti              | Acquisti |
| R.       | Nome           | da                    | Modalità |
| -------- | -------------- | --------------------- | -------- |
| C        | Klaus Berge    | Marl                  |          |
| C        | Bernd Dierßen  | Hannover 96           |          |
| D        | Michael Jakobs | Bochum                |          |
| A        | Klaus Täuber   | Kickers Stoccarda     |          |
| A        | Olaf Thon      | Schalke 04 (juniores) |          |

| Cessioni | Cessioni          | Cessioni          | Cessioni |
| R.       | Nome              | a                 | Modalità |
| -------- | ----------------- | ----------------- | -------- |
| C        | Uli Bittcher      | Borussia Dortmund |          |
| D        | Wenanty Fuhl      | Wiener SC         |          |
| D        | Roman Geszlecht   | Bayer Leverkusen  |          |
| A        | Norbert Janzon    | TSV Ampfing       |          |
| C        | Werner Lorant     | Hannover 96       |          |
| P        | Norbert Nigbur    | Hüls              |          |
| P        | Peter Sandhofe    | Paderborn         |          |
| D        | Bernd Thiele      | Hannover 96       |          |
| A        | İlyas Tüfekçi     | Fenerbahçe        |          |
| A        | Joachim Wieczorek | Zugo              |          |
| A        | Wolfram Wuttke    | Amburgo           |          |

### Sessione invernale
| Acquisti | Acquisti | Acquisti | Acquisti |
| R.       | Nome     | da       | Modalità |
| -------- | -------- | -------- | -------- |

| Cessioni | Cessioni | Cessioni | Cessioni |
| R.       | Nome     | a        | Modalità |
| -------- | -------- | -------- | -------- |

## Risultati

### 2. Bundesliga

#### Girone di andata
| Arbitro: | Wippker |

|                                 |           |  |
| Abel 65’, 68’ (rig.) Täuber 71’ | Marcatori |  |

| Stoccarda 10 agosto 1983, ore 19:30 CEST 2ª giornata | Kickers Stoccarda | 0 – 0 referto | Schalke 04 | Kickers-Stadion (8 000 spett.)\| Arbitro: \| Wiesel \| |
| Arbitro:                                             | Wiesel            |               |            |                                                        |

| Arbitro: | Vasel |

|                                 |           |  |
| Abramczik 19’ Pirsig 45’ (aut.) | Marcatori |  |

| Arbitro: | Eli |

|                           |           |                                          |
| Funkel 11’, 30’ Pache 34’ | Marcatori | 9’ (rig.) Abel 21’ Opitz 83’ Clute-Simon |

| Arbitro: | Osmers |

|            |           |                 |
| Täuber 55’ | Marcatori | 35’ Hönnscheidt |

| Arbitro: | Horeis |

|  |           |                      |
|  | Marcatori | 33’ Drexler 83’ Abel |

| Arbitro: | Hontheim |

|  |           |                           |
|  | Marcatori | 5’ Dierßen 7’ Clute-Simon |

| Arbitro: | Diekert |

|                                      |           |  |
| Drexler 29’ Clute-Simon 60’ Thon 62’ | Marcatori |  |

| Arbitro: | Heitmann |

|                                             |           |  |
| Pontzen 49’ Heise 77’ Römer 83’ Schäfer 90’ | Marcatori |  |

| Arbitro: | Wiesel |

|                               |           |             |
| Thon 47’ Kruse 61’ Täuber 80’ | Marcatori | 39’ Lehmann |

| Arbitro: | Tritschler |

|                           |           |                    |
| Dietz 46’ (aut.) Beck 60’ | Marcatori | 36’, 52’, 78’ Thon |

| Arbitro: | Bruch |

|                                                      |           |             |
| Thon 8’ Clute-Simon 46’, 81’ Dierßen 84’ Drexler 90’ | Marcatori | 64’ Surmann |

| Arbitro: | Waltert |

|               |           |          |
| Schlipper 16’ | Marcatori | 62’ Abel |

| Arbitro: | Matheis |

|                                                          |           |  |
| Dietz 7’ Clute-Simon 36’ Drexler 39’, 88’ Opitz 63’, 86’ | Marcatori |  |

| Arbitro: | Theobald |

|                                   |           |  |
| Schüler 35’ Bühler 81’ Boysen 83’ | Marcatori |  |

| Arbitro: | Jupe |

|                                                                   |           |                      |
| Dierßen 53’ Thon 65’ Steubing 74’ (aut.) Abel 90’ Clute-Simon 90’ | Marcatori | 40’ Zimmer 44’ Džoni |

| Arbitro: | Neuner |

|             |           |                          |
| Grünther 9’ | Marcatori | 72’ Thon 89’ Clute-Simon |

| Arbitro: | Scheuerer |

|                                                     |           |                            |
| Drexler 3’, 26’ Abel 9’, 59’ (rig.) Täuber 45’, 68’ | Marcatori | 57’ Gores 80’ Hinterberger |

| Arbitro: | Brückner |

|             |           |         |
| Wegmann 73’ | Marcatori | 6’ Thon |

#### Girone di ritorno
| Arbitro: | Boos |

|                  |           |            |
| Kruse 75’ (aut.) | Marcatori | 55’ Täuber |

| Arbitro: | Meijerink |

|                        |           |           |
| Abramczik 16’ Thon 58’ | Marcatori | 71’ Jeske |

| Arbitro: | Gabor |

|  |           |                                                   |
|  | Marcatori | 32’ (rig.) Täuber 57’ Thon 87’ Abel 89’ Abramczik |

| Arbitro: | Werner |

|                                     |           |  |
| Täuber 26’ Thon 49’ Abel 81’ (rig.) | Marcatori |  |

| Arbitro: | Tritschler |

|            |           |               |
| Kakoko 51’ | Marcatori | 22’ Abramczik |

| Arbitro: | Dellwing |

|                                 |           |             |
| Täuber 41’ (rig.), 82’ Abel 62’ | Marcatori | 13’ Bönisch |

| Arbitro: | Bodmer |

|                                                            |           |  |
| Täuber 11’, 81’ Drexler 21’, 71’ Opitz 47’ Abel 61’ (rig.) | Marcatori |  |

| Arbitro: | Jupe |

|           |           |  |
| Neipp 48’ | Marcatori |  |

| Arbitro: | Mierswa |

|                                    |           |                              |
| Täuber 3’ Thon 46’ Abel 63’ (rig.) | Marcatori | 16’ Hotić 43’, 71’ Jurgeleit |

| Arbitro: | Correll |

|             |           |  |
| Jaschke 77’ | Marcatori |  |

| Arbitro: | Stark |

|          |           |                                             |
| Abel 69’ | Marcatori | 18’ Stöhr 36’, 89’ Glöde 81’ Kempa 90’ Beck |

| Arbitro: | Retzmann |

|            |           |                                  |
| Schaub 89’ | Marcatori | 10’, 58’, 64’ Täuber 21’ Dierßen |

| Arbitro: | Matheis |

|                                               |           |                          |
| Täuber 45’ (rig.) Stichler 53’, 69’ Berge 90’ | Marcatori | 17’ Dubski 43’ Wohlfarth |

| Arbitro: | Theobald |

|            |           |  |
| Dämgen 52’ | Marcatori |  |

| Arbitro: | Roth |

|                                   |           |                            |
| Thon 31’ Jakobs 65’ Abramczik 73’ | Marcatori | 14’, 34’ Künast 53’ Boysen |

| Arbitro: | Ahlenfelder |

|  |           |                           |
|  | Marcatori | 38’ Schipper 73’ Stichler |

| Arbitro: | Reinstädtler |

|                                                          |           |  |
| Täuber 1’, 72’ (rig.) Dierßen 28’ Stichler 34’ Kruse 48’ | Marcatori |  |

| Arbitro: | Pauly |

|  |           |                     |
|  | Marcatori | 38’ Berge 67’ Kruse |

| Arbitro: | Föckler |

|                                    |           |                              |
| Clute-Simon 36’, 62’ Abramczik 77’ | Marcatori | 69’ (rig.) Gorka 74’ Demange |

### Coppa di Germania
| Arbitro: | Assenmacher |

|                                  |           |  |
| Drexler 33’ Opitz 36’ Täuber 66’ | Marcatori |  |

| Arbitro: | Retzmann |

|  |           |                          |
|  | Marcatori | 62’ Abel 78’, 88’ Täuber |

| Arbitro: | Umbach |

|                   |           |                       |
| Thon 34’ Abel 60’ | Marcatori | 81’ (rig.) Kleppinger |

| Arbitro: | Neuner |

|                                     |           |                           |
| Glöde 14’ Dietz 53’ (aut.) Blau 56’ | Marcatori | 39’, 86’ Abel 60’ Drexler |

| Arbitro: | Niebergall |

|                        |           |  |
| Täuber 29’ Dierßen 45’ | Marcatori |  |

| Arbitro: | Wiesel |

|                                                       |           |                                                               |
| Kruse 13’ Thon 19’, 61’, 120’ Stichler 72’ Dietz 115’ | Marcatori | 3’ Rummenigge 12’ Mathy 20’, 80’ Rummenigge 112’, 118’ Hoeneß |

| Arbitro: | Osmers |

|                                |           |                      |
| Rummenigge 32’, 79’ Hoeneß 44’ | Marcatori | 50’ Jakobs 72’ Opitz |

## Statistiche

### Statistiche di squadra
| Competizione      | Punti | In casa | In casa | In casa | In casa | In casa | In casa | In trasferta | In trasferta | In trasferta | In trasferta | In trasferta | In trasferta | Totale | Totale | Totale | Totale | Totale | Totale | DR  |
| Competizione      | Punti | G       | V       | N       | P       | Gf      | Gs      | G            | V            | N            | P            | Gf           | Gs           | G      | V      | N      | P      | Gf     | Gs     | DR  |
| ----------------- | ----- | ------- | ------- | ------- | ------- | ------- | ------- | ------------ | ------------ | ------------ | ------------ | ------------ | ------------ | ------ | ------ | ------ | ------ | ------ | ------ | --- |
| 2. Bundesliga     | 55    | 19      | 15      | 3       | 1       | 67      | 24      | 19           | 8            | 6            | 5            | 28           | 21           | 38     | 23     | 9      | 6      | 95     | 45     | +50 |
| Coppa di Germania | -     | 4       | 3       | 1       | 0       | 13      | 7       | 3            | 1            | 1            | 1            | 8            | 6            | 7      | 4      | 2      | 1      | 21     | 13     | +8  |
| Totale            | 55    | 23      | 18      | 4       | 1       | 80      | 31      | 22           | 9            | 7            | 6            | 36           | 27           | 45     | 27     | 11     | 7      | 116    | 58     | +58 |

### Andamento in campionato
| Giornata  | 1 | 2 | 3 | 4 | 5 | 6 | 7 | 8 | 9 | 10 | 11 | 12 | 13 | 14 | 15 | 16 | 17 | 18 | 19 | 20 | 21 | 22 | 23 | 24 | 25 | 26 | 27 | 28 | 29 | 30 | 31 | 32 | 33 | 34 | 35 | 36 | 37 | 38 |
| --------- | - | - | - | - | - | - | - | - | - | -- | -- | -- | -- | -- | -- | -- | -- | -- | -- | -- | -- | -- | -- | -- | -- | -- | -- | -- | -- | -- | -- | -- | -- | -- | -- | -- | -- | -- |
| Luogo     | C | T | C | T | C | T | T | C | T | C  | T  | C  | T  | C  | T  | C  | T  | C  | T  | T  | C  | T  | C  | T  | C  | C  | T  | C  | T  | C  | T  | C  | T  | C  | T  | C  | T  | C  |
| Risultato | V | N | V | N | N | V | V | V | P | V  | V  | V  | N  | V  | P  | V  | V  | V  | N  | N  | V  | V  | V  | N  | V  | V  | P  | N  | P  | P  | V  | V  | P  | N  | V  | V  | V  | V  |
| Posizione | 3 | 4 | 2 | 3 | 4 | 2 | 2 | 2 | 3 | 2  | 2  | 2  | 2  | 1  | 2  | 2  | 2  | 1  | 1  | 1  | 1  | 1  | 1  | 1  | 1  | 1  | 1  | 1  | 1  | 2  | 2  | 2  | 2  | 2  | 2  | 2  | 2  | 2  |

Legenda:

Luogo: C = Casa; T = Trasferta. Risultato: V = Vittoria; N = Pareggio; P = Sconfitta.

### Statistiche dei giocatori
!! colspan="4" | Totale

| Giocatore      | 2. Bundesliga | 2. Bundesliga | 2. Bundesliga | 2. Bundesliga | Coppa di Germania H. Abel | Coppa di Germania H. Abel | Coppa di Germania H. Abel | Coppa di Germania H. Abel | 30       | 14   | 8           | 0          | 4 | 4 | 0 | 0 | 34 | 18 | 8 | 0 |
| Giocatore      | Presenze      | Reti          | Ammonizioni   | Espulsioni    | Presenze                  | Reti                      | Ammonizioni               | Espulsioni                | Presenze | Reti | Ammonizioni | Espulsioni |   |   |   |   |    |    |   |   |
| V. Abramczik   | 28            | 6             | 1             | 0             | 4                         | 0                         | 0                         | 0                         | 32       | 6    | 1           | 0          |   |   |   |   |    |    |   |   |
| K. Berge       | 22            | 2             | 1             | 0             | 4                         | 0                         | 0                         | 0                         | 26       | 2    | 1           | 0          |   |   |   |   |    |    |   |   |
| T. Bücker      | 1             | 0             | 0             | 0             | 0                         | 0                         | 0                         | 0                         | 1        | 0    | 0           | 0          |   |   |   |   |    |    |   |   |
| H. Clute-Simon | 28            | 10            | 1             | 0             | 4                         | 0                         | 0                         | 0                         | 32       | 10   | 1           | 0          |   |   |   |   |    |    |   |   |
| B. Dierßen     | 37            | 5             | 6             | 0             | 7                         | 1                         | 1                         | 0                         | 44       | 6    | 7           | 0          |   |   |   |   |    |    |   |   |
| B. Dietz       | 34            | 1             | 3             | 0             | 7                         | 1                         | 0                         | 0                         | 41       | 2    | 3           | 0          |   |   |   |   |    |    |   |   |
| M. Drexler     | 24            | 9             | 3             | 0             | 4                         | 2                         | 1                         | 0                         | 28       | 11   | 4           | 0          |   |   |   |   |    |    |   |   |
| W. Geier       | 2             | 0             | 0             | 0             | 0                         | 0                         | 0                         | 0                         | 2        | 0    | 0           | 0          |   |   |   |   |    |    |   |   |
| M. Jakobs      | 37            | 1             | 5             | 0             | 7                         | 1                         | 1                         | 0                         | 44       | 2    | 6           | 0          |   |   |   |   |    |    |   |   |
| W. Junghans    | 38            | 0             | 0             | 0             | 7                         | 0                         | 0                         | 0                         | 45       | 0    | 0           | 0          |   |   |   |   |    |    |   |   |
| T. Kruse       | 34            | 3             | 1             | 0             | 7                         | 1                         | 1                         | 0                         | 41       | 4    | 2           | 0          |   |   |   |   |    |    |   |   |
| P. Mačák       | 1             | 0             | 0             | 0             | 0                         | 0                         | 0                         | 0                         | 1        | 0    | 0           | 0          |   |   |   |   |    |    |   |   |
| M. Opitz       | 36            | 4             | 6             | 0             | 7                         | 2                         | 0                         | 0                         | 43       | 6    | 6           | 0          |   |   |   |   |    |    |   |   |
| M. Schipper    | 32            | 1             | 4             | 0             | 6                         | 0                         | 1                         | 0                         | 38       | 1    | 5           | 0          |   |   |   |   |    |    |   |   |
| M. Skibbe      | 1             | 0             | 0             | 0             | 0                         | 0                         | 0                         | 0                         | 1        | 0    | 0           | 0          |   |   |   |   |    |    |   |   |
| P. Stichler    | 21            | 4             | 3             | 0             | 4                         | 1                         | 1                         | 0                         | 25       | 5    | 4           | 0          |   |   |   |   |    |    |   |   |
| O. Thon        | 38            | 14            | 3             | 0             | 7                         | 4                         | 1                         | 0                         | 45       | 18   | 4           | 0          |   |   |   |   |    |    |   |   |
| K. Täuber      | 37            | 19            | 5             | 0             | 6                         | 4                         | 3                         | 0                         | 43       | 23   | 8           | 0          |   |   |   |   |    |    |   |   |